# Kognitiv neuropsykologi
Kognitiv neuropsykologi är den gren av neuropsykologin som studerar hur hjärnans struktur och funktion är relaterade till specifika psykologiska processer. Kognitiv neuropsykologi kombinerar psykologisk kunskap med kunskap om hjärnans funktion och organisation, och studerar särskilt hur de psykologiska processerna sviktar – med andra ord psykologisk dysfunktion kopplad till hjärnan.

## Historia
Den moderna kognitiva neuropsykologin grundades under 1960-talet.